# Drużynowe Mistrzostwa Świata na Żużlu 1973
Drużynowe Mistrzostwa Świata na Żużlu 1973 – czternasta edycja w historii.

## Eliminacje

### Runda kontynentalna

#### Pierwszy ćwierćfinał
- 17 czerwca 1973 r. (niedziela),  Debreczyn
- Awans do półfinału kontynentalnego: 2 – RFN i Węgry
- Druga drużyna czechosłowacka zastąpiła drużyną włoską

| Miejsce | Kraje            | Suma | Zawodnicy                                                                | Pkt.         | Pkt bieg. |
| ------- | ---------------- | ---- | ------------------------------------------------------------------------ | ------------ | --------- |
| 1       | RFN              | 45   | Josef Angermüller Manfred Poschenrieder Hans Siegl Egon Müller Jan Käter | 12 12 10 6 5 | b.d       |
| 2       | Węgry            | 24   | Barnabás Gyepes János Berki Pal Perényi Ferencs Radacsi Tibor Danka      | 7 7 6 3 1    | b.d       |
| 3       | Czechosłowacja B | 21   | Miroslav Rosůlek Jan Klokočka Petr Kučera Jan Holub Karel Voborník       | b.d.         | b.d       |
| 4       | Austria          | 6    | Josef Bössner Heinz Zimmermann Josef Haider Walter Detter brak zawodnika | 3 2 1 0 -    | b.d       |

#### Drugi ćwierćfinał
- 17 czerwca 1973 r. (niedziela),  Maribor
- Awans do półfinału kontynentalnego: 2 – Czechosłowacja i Bułgaria
- Drużyna druga austriacka zastąpiła drużyną wschodnioniemiecką

| Miejsce | Kraje          | Suma | Zawodnicy                                                                      | Pkt.       | Pkt bieg. |
| ------- | -------------- | ---- | ------------------------------------------------------------------------------ | ---------- | --------- |
| 1       | Czechosłowacja | 47   | Milan Špinka Jiří Štancl Petr Ondrašík Miloslav Verner brak zawodnika          | 12 12 11 - | b.d       |
| 2       | Bułgaria       | 24   | Peter Petkov Petyr Iliew Angel Eftimov Peter Kostov brak zawodnika             | 8 6 4 -    | b.d       |
| 3       | Jugosławia     | 15   | Vlado Miler Stefan Kekec Alojz Vurzer Milovan Stanković brak zawodnika         | 6 4 3 2 -  | b.d       |
| 4       | Austria B      | 10   | Walter Grubmüller Josef Scharl Michael Lausegger Alex Taudtmann brak zawodnika | 4 3 0 -    | b.d       |

#### Półfinał
- 30 czerwca 1973 r. (sobota),  Slaný
- Awans do finału kontynentalnego: 2 – Czechosłowacja i RFN

| Miejsce | Kraje          | Suma | Zawodnicy                                                                       | Pkt.       | Pkt bieg. |
| ------- | -------------- | ---- | ------------------------------------------------------------------------------- | ---------- | --------- |
| 1       | Czechosłowacja | 43   | Jiří Štancl Petr Ondrašík Milan Špinka Jan Klokočka Václav Verner               | 12 9 7 6   | b.d.      |
| 2       | Węgry          | 24   | Pal Perényi János Berki István Sziraczky Barnabás Gyepes rez. János Jakab       | 8 7 6 3 ns | b.d.      |
| 3       | RFN            | 17   | Hans Siegl Egon Müller Manfred Poschenrieder Jan Käter brak zawodnika           | 8 7 2 1 -  | b.d.      |
| 4       | Bułgaria       | 11   | Angel Eftimov Peter Petkov Petyr Iliew Nedjelko Nedjelkov rez. Alexander Kostov | 4 3 2 ns   | b.d.      |

#### Finał
- 5 sierpnia 1973 r. (niedziela),  Bałakowo
- Awans do Finału Światowego: 2 – Związek Radziecki i Polska

| Miejsce | Kraje             | Suma | Zawodnicy                                                                              | Pkt.       | Pkt bieg. |
| ------- | ----------------- | ---- | -------------------------------------------------------------------------------------- | ---------- | --------- |
| 1       | Związek Radziecki | 35   | Władimir Gordiejew Grigorij Chłynowski Wiktor Kałmykow Jurij Dubinin Władimir Paznikow | 11 9 7 6 2 | b.d       |
| 2       | Polska            | 31   | Edward Jancarz Zenon Plech Jan Mucha Ryszard Fabiszewski Paweł Waloszek                | 9 9 8 4 1  | b.d       |
| 3       | Czechosłowacja    | 23   | Petr Ondrašík Jiří Štancl Milan Špinka Zdeněk Majstr Jan Klokočka                      | 7 7 5 4 ns | b.d       |
| 4       | Węgry             | 6    | János Berki Ferenc Radacsi László Zahorán Josef Szabó István Sziraczky                 | 3 1 0      | b.d       |

### Runda skandynawska
- 24 czerwca 1973 r. (niedziela),  Fredericia
- Awans do Finału Światowego: 1 – Szwecja

| Miejsce | Kraje     | Suma | Zawodnicy                                                                     | Pkt.        | Pkt bieg. |
| ------- | --------- | ---- | ----------------------------------------------------------------------------- | ----------- | --------- |
| 1       | Szwecja   | 37   | Anders Michanek Tommy Jansson Bernt Persson Bengt Jansson rez. Jan Simensen   | 11 9 8 ns   | b.d       |
| 2       | Norwegia  | 35   | Ulf Lövaas Edgar Stangeland Dag Lövaas Öyvind Berg rez. Jan Gravningen        | 10 10 8 7 - | b.d       |
| 3       | Dania     | 23   | Ole Olsen Kurt Bøgh Krause Kjaer Arne Andreasen rez. Preben Bollerup          | 12 4 3 -    | b.d       |
| 4       | Finlandia | 1    | Reino Santala Ari Hiljanen Ilka Teromaa Kari Vuoristo rez. Veli Pekka Teromaa | 1 0 0       | b.d       |

### Runda brytyjska
Wielka Brytania automatycznie w finale.

## Finał Światowy
- 15 września 1973 r. (sobota),  Londyn – stadion Wembley

| Miejsce | Kraje             | Suma | Zawodnicy                                                                                      | Pkt.        | Pkt bieg. |
| ------- | ----------------- | ---- | ---------------------------------------------------------------------------------------------- | ----------- | --------- |
| 1       | Wielka Brytania   | 37   | Peter Collins Terry Betts Malcolm Simmons Ray Wilson rez. Dave Jessup                          | 12 9 8 ns   | b.d       |
| 2       | Szwecja           | 31   | Anders Michanek Bernt Persson Bengt Jansson Tommy Jansson rez. Sören Sjösten                   | 11 9 6 5 ns | b.d       |
| 3       | Związek Radziecki | 20   | Władimir Gordiejew Władimir Paznikow Grigorij Chłynowski Aleksandr Pawłow rez. Wiktor Trofimow | 7 5 4 2 2   | b.d       |
| 4       | Polska            | 8    | Zenon Plech Edward Jancarz Paweł Waloszek Jerzy Szczakiel rez. Jan Mucha                       | 5 2 1 0 ns  | b.d       |

## Tabela końcowa
| Miejsce | Kraj              |
| 1       | Wielka Brytania   |
| 2       | Szwecja           |
| 3       | Związek Radziecki |
| 4       | Polska            |
| 5       | Norwegia          |
| 6       | Czechosłowacja    |
|         | Dania             |
| 8       | Węgry             |
|         | Finlandia         |
| 10      | RFN               |
| 11      | Bułgaria          |
| 12      | Jugosławia        |
|         | Austria           |